# Rivularia

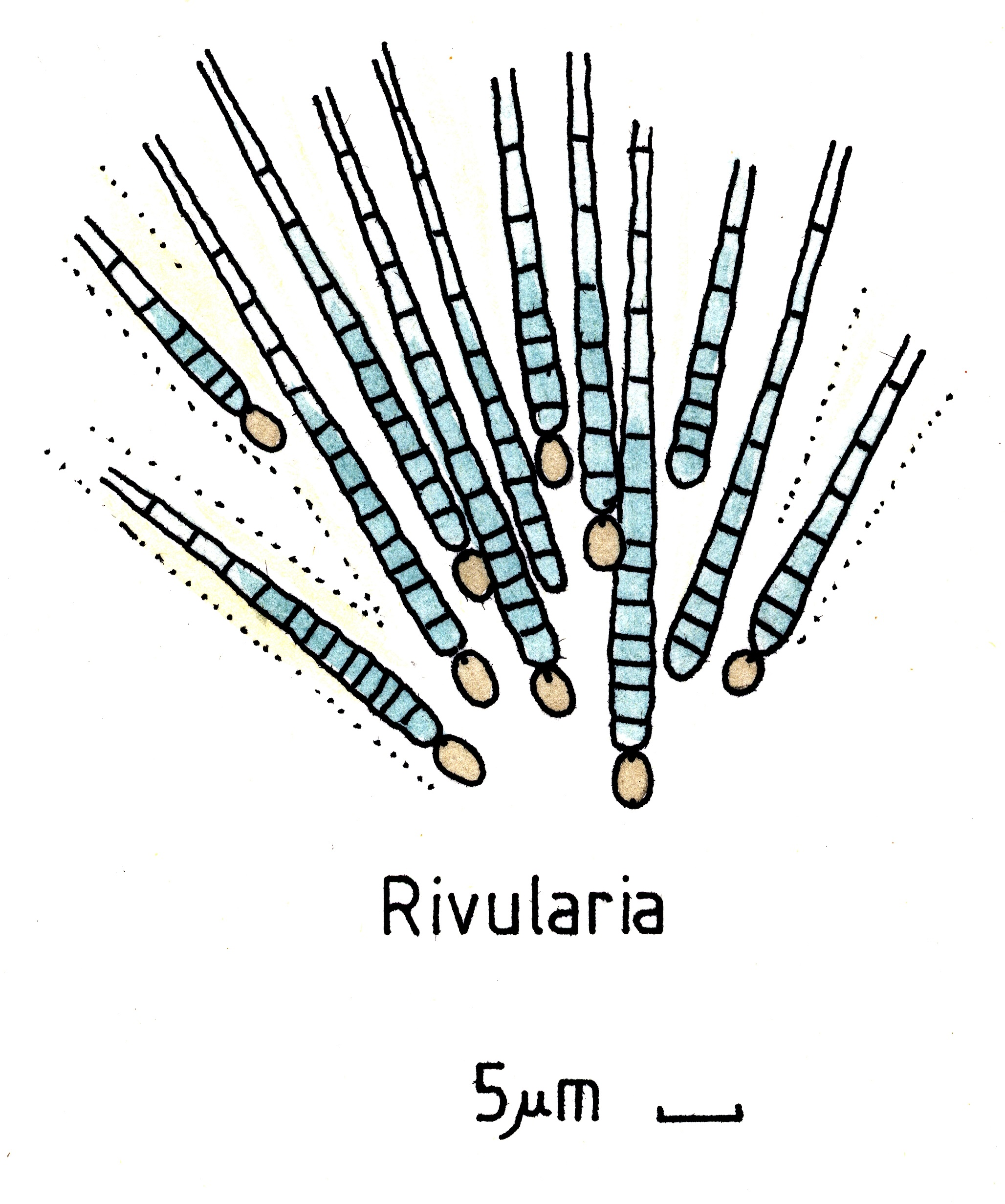
Rivularia sp., Illustration von Allan Pentecost, 2008

Rivularia ist eine Gattung von Cyanobakterien (Blaugrünbakterien) aus der Familie der Rivulariaceae, wohl zu unterscheiden von der gleichnamigen Schnecken-Gattung.
Typusart dieser Gattung ist nach der List of Prokaryotic names with Standing in Nomenclature (LPSN) die Art (Spezies) Rivularia dura, während die AlgaeBase als Lectotyp die Art Rivularia atra angibt.
Vertreter der Gattung findet man in marinen und terrestrischen Umgebungen, im Salz-, Brack- und Süßwasser.

## Beschreibung
Die Arten der Gattung Rivularia wachsen je nach Art periphytisch (im Benthos als Bodenbewuchs), im Sublitoral, oft über kalkhaltigem Substrat oder Tuffstein (s. u.): auf Steinen im Wasser, feuchten Felsen und feuchten Böden in der Nähe von Flussufern.
Sie kommen in Kolonien vor, wobei die transparenten bis gelblich-braunen Trichome (Zellfilamente) innerhalb einer Kolonie radial angeordnet sind. Dabei ist jedes Trichom ganz oder teilweise von einer gallertartigen Schicht umgeben.
Die Trichome haben eine basale (an der Basis befindliche) Heterocyste.
Jedes Trichom hat dem gegenüber (d. h. apikal, zur Spitze hin) einen hyalinen (transparenten) schmalen Teil, der peitschen- oder schwanzförmig ist und aus einer Reihe von schmalen Zellen besteht.
Wenn sie wachsen, können Kolonien makroskopische Größen und Durchmesser von bis zu ca. 5 oder mehr Zentimetern erreichen. Sie bestehen dann aus mehreren millimeterdicken Schichten, die oft verkalkt sind. Marine Kolonien haben oft dunklere Färbung.
Die Zellteilung erfolgt senkrecht zur Längsachse eines Trichoms, später in meristematischen Zonen.
Zur Vermehrung kommt es dann durch den Zerfall von Trichomen innerhalb der Kolonien, mit Hilfe der Heterocysten und von Hormogonien (zur Kriechbewegung fähigen Fadenfragmenten), die sich mit Hilfe nekrotischer Zellen abtrennen und manchmal auch von den Kolonien lösen.
Akineten (unbewegliche Zellen, Ruhestadien) sind bei Rivularia nicht vorhanden.

## Etymologie
Der Gattungsname leitet sich ab von neulateinisch rivulus ‚Bächlein‘.

## Arten
Die folgende Artenliste orientiert sich in erster Linie an den Einträgen in der AlgaeBase.
Einträge, die zusätzlich in der List of Prokaryotic names with Standing in Nomenclature (LPSN) bzw. im Taxonomy Browser des National Center for Biotechnology Information (NCBI) zu finden sind, sind mit (L) respektive (N) markiert.
Einträge, die im World Register of Marine Species (WoRMS) fehlen, sind mit (-W) gekennzeichnet, analog bedeutet (-A) ein Fehlen in der AlgaeBase.
Die Einträge mit vorläufigen Artnamen (Klappbox) stammen alle vom NCBI und repräsentieren möglicherweise nur Stämme anderer bestätigter oder vorgeschlagener Arten.
Alle Arten sind rezent, bis auf die mit ‚†‘ markierten.
Stand ist der 30. Dezember 2021.
Gattung Rivularia (Roth 1797) C.Agardh ex Bornet & Flahault, 1886, nom. cons..
Arten:
- Rivularia aquatica De Wildeman, 1897
- Rivularia atanasiui (O.Dragastan) O.Dragastan, 1985 †

- Rivularia atra Roth ex Bornet & Flahault, 1886
- Rivularia australis Harvey ex Bornet & Flahault, 1886

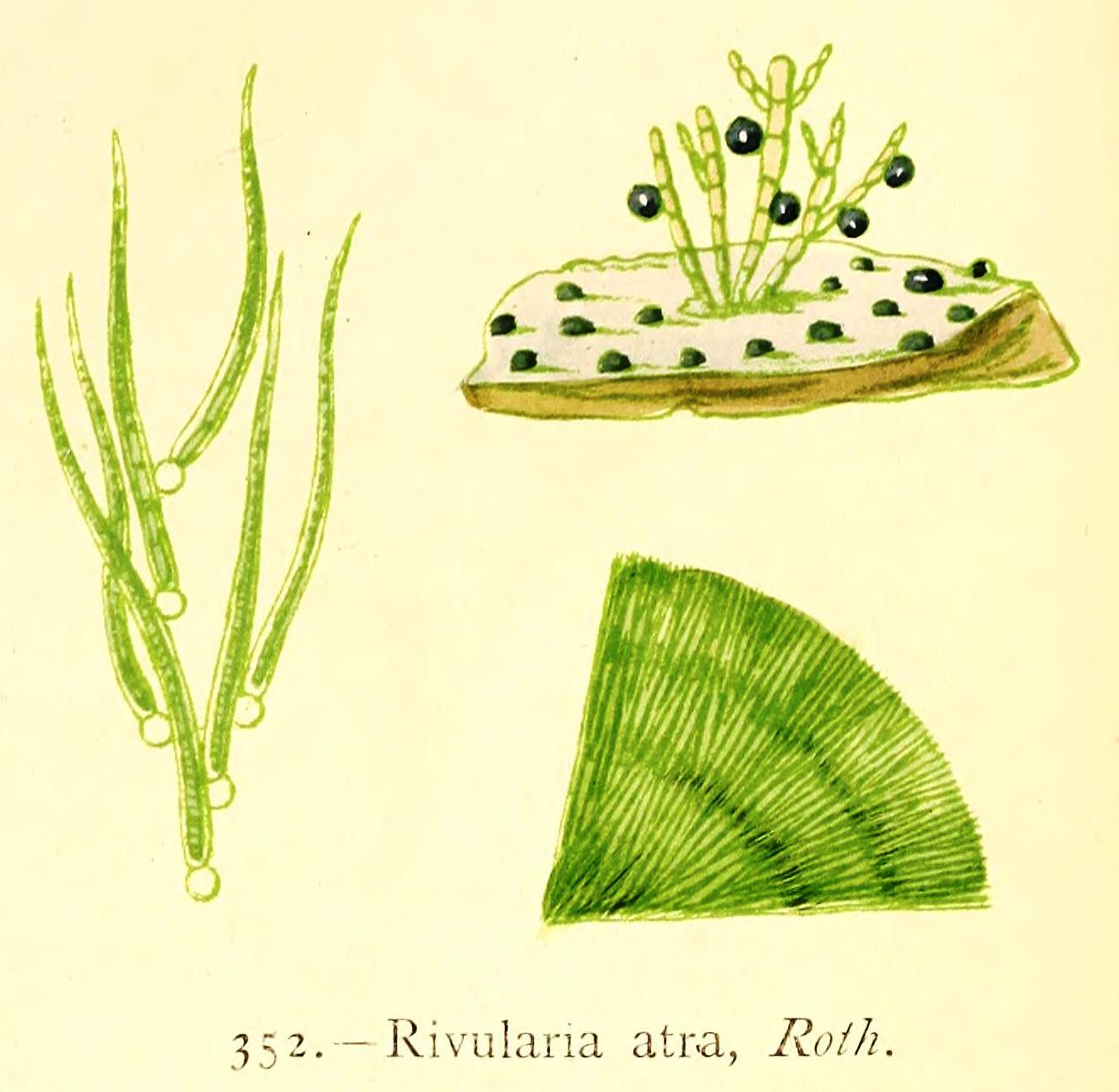
R. atra Roth. – Illustration von 1872.

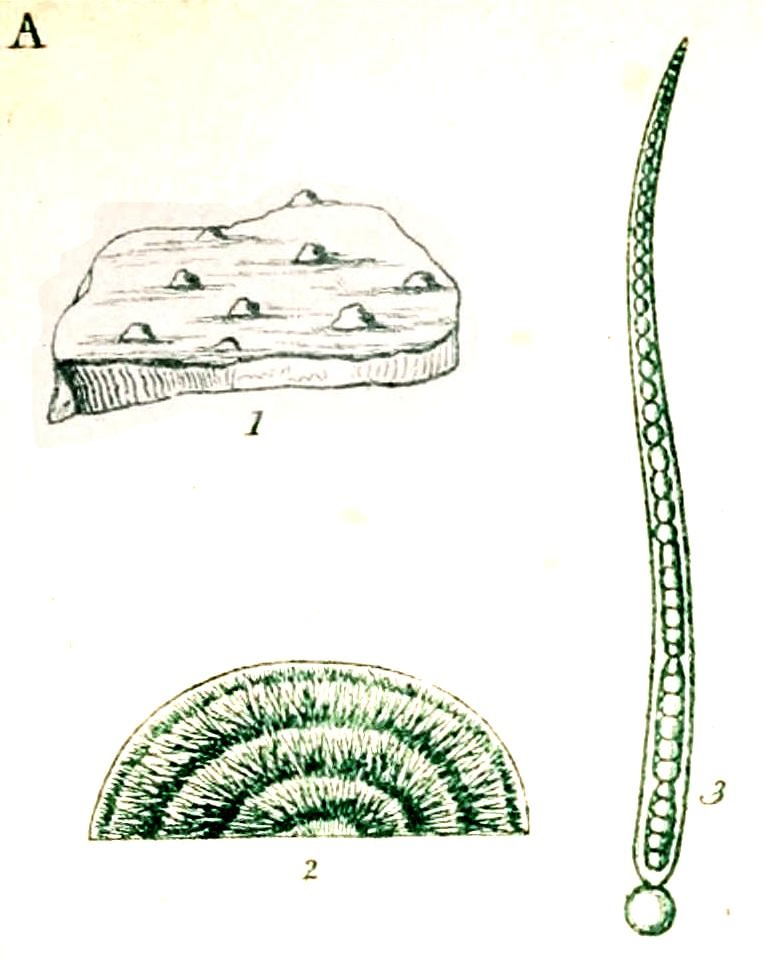
Rivularia atra, Illustration von 1849.
1: auf einem Stein.
2: vertikaler Schnitt durch einen Wedel.
3: Filament (Trichom) aus einem solchen Wedel; vergrößert.

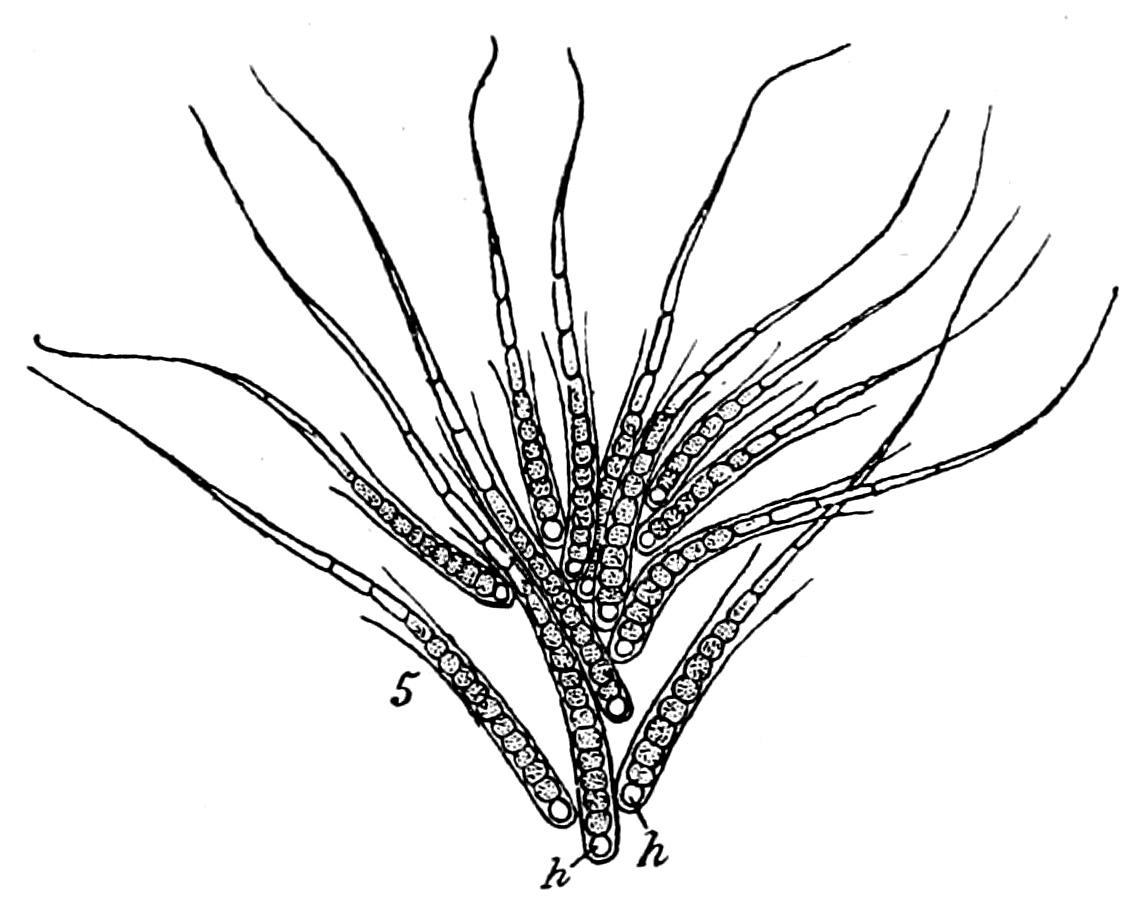
Illustration von R. minutula;
h ‒ Heterocyste (1910).

- Rivularia barmsteinensis Schlagintweit, Missoni, Lein & Gawlick, 2004 (-W)
- Rivularia beccariana Bornet & Flahault, 1886
- Rivularia biasolettiana Meneghini ex Bornet & Flahault, 1886
- Rivularia borealis P.G.Richter, 1897
- Rivularia bornetiana Setchell, 1895
- Rivularia bullata Berkeley ex Bornet & Flahault, 1886
- Rivularia calcarata (Woronichin) Poljankij, 1953
- Rivularia carpathica O.Dragastan, 1985 †
- Rivularia cavanillesiana González Guerrero, 1946
- Rivularia coadunata Foslie, 1891
- Rivularia compacta Collins, 1899
- Rivularia concentrica S.Skinner & T.J.Entwisle, 2002
- Rivularia cylindrica Wahlenberg ex W.J.Hooker, 1811 (-W)
- Rivularia dura Roth ex Bornet & Flahault, 1886
- Rivularia firma Womersley, 1946
- Rivularia flagelliformis N.L.Gardner, 1927
- Rivularia haematites C.Agardh ex Bornet & Flahault, 1886
- Rivularia halophila Shalygin & Pietrasiak, 2018 (-W) (L) (N)
- Rivularia hansgirgii Schmidle, 1900
- Rivularia incrustata Forti, 1907
- Rivularia jaoi H.-J.Chu, 1944
- Rivularia joshii Vasishta, 1963
- Rivularia kuntzeana Forti, 1907 mit Schreibvariante Rivularia kunzeana Forti
- Rivularia lapidosa Cado, 1958
- Rivularia laurentiana A.B.Klugh, 1913
- Rivularia litorea G.S.An, 1989
- Rivularia loseri Schlagintweit, Missoni, Lein & Gawlick, 2004 (-W)
- Rivularia maharastrensis N.D.Kamat, 1961
- Rivularia maillardii Bourrelly, 1984
- Rivularia mamillata Setchell & N.L.Gardner, 1918
- Rivularia manginii Frémy, 1931
- Rivularia mehrai Vasishta, 1960
- Rivularia minutula Bornet & Flahault, 1886

- Rivularia nitida C.Agardh ex Bornet & Flahault, 1886
- Rivularia oolithica Bremerkamp, 1914
- Rivularia paradoxa Forti, 1907
- Rivularia periodica Obenlüneschloss, 1991
- Rivularia planctonica Elenkin, 1921
- Rivularia polyotis Roth ex Bornet & Flahault, 1886
- Rivularia rufescens Nägeli ex Bornet & Flahault, 1886
- Rivularia sphaerica Hirose, 1937
- Rivularia tadeuszii O.Dragastan, 1985 †
- Rivularia theodorii O.Dragastan, 1985 †
- Rivularia thermalis Y.-Y.Li, 1984
- Rivularia varia A.K.M.Islam & Begum, 1981
- Rivularia varians Obenlüneschloss, 1991
- Rivularia viellardi Bornet & Flahault, 1886 mit Schreibvariante Rivularia vieillardii Bornet & Flahault
- Rivularia warreniae Thuret, 1875 (-W)

Nach AlgaeBase unsicher:
- Rivularia calcarea Smith, 1807
- Rivularia echinata Cooke
- Rivularia echinulata Bornet & Flahault
- Rivularia fucicola Zanardini, 1840
- Rivularia granulifera Carmichael, 1833
- Rivularia marina (Kützing) Rabenhorst, 1847
- Rivularia monticulosa Montagne, 1841 (WoRMS: bestätigt)
- Rivularia opaca Harvey, 1860
- Rivularia peguana Zeller, 1873
- Rivularia plicata Carmichael, 1833
- Rivularia tremelloidea Schousboe, 1892

- Rivularia sp. 1PA1
- Rivularia sp. 1PA10
- Rivularia sp. 1PA12
- Rivularia sp. 1PA17
- Rivularia sp. 1PA18
- Rivularia sp. 1PA19
- Rivularia sp. 1PA20
- Rivularia sp. 1PA21
- Rivularia sp. 1PA22
- Rivularia sp. 1PA23
- Rivularia sp. 1PA3
- Rivularia sp. 1PA4
- Rivularia sp. 1PA5
- Rivularia sp. 1PA9
- Rivularia sp. 5PA11
- Rivularia sp. 5PA13
- Rivularia sp. 7PA14
- Rivularia sp. 7PA3
- Rivularia sp. 7PA4
- Rivularia sp. 7PA6
- Rivularia sp. 7PA9
- Rivularia sp. AL4
- Rivularia sp. BACA0083
- Rivularia sp. BECID10
- Rivularia sp. BECID12
- Rivularia sp. BTA510
- Rivularia sp. GKY4
- Rivularia sp. HKAR-4[8]
- Rivularia sp. IAM M-261
- Rivularia sp. LCRSM-2429
- Rivularia sp. LEGE 07177
- Rivularia sp. MA14
- Rivularia sp. PCC 7116
- Rivularia sp. SERB 9
- Rivularia sp. SJILZ13
- Rivularia sp. SJILZ14
- Rivularia sp. SJILZ15
- Rivularia sp. T60_A2020_040
- Rivularia sp. TAU-MAC 0818
- Rivularia sp. TP2I010
- Rivularia sp. TP4I002
- Rivularia sp. TP4S002
- Rivularia sp. TP5I012
- Rivularia sp. UAM 397
- Rivularia sp. UAM 414
- Rivularia sp. VP4-08
- Rivularia sp. XP16B
- Rivularia sp. XP27A
- Rivularia sp. XP3A
- Rivularia sp. XSP25A

In andere Gattungen verschobene Arten (Auswahl):
- Rivularia cornudamae Roth, 1797: jetzt Chaetophora lobata Schrank, 1783
- Rivularia elegans Roth, 1802: jetzt Chaetophora elegans (Roth) C.Agardh, 1812
- Rivularia endiviaefolia Roth, 1798: jetzt Chaetophora lobata Schrank, 1783
- Rivularia lloydii P.Crouan & H.Crouan, 1867: jetzt Brachytrichia lloydii (P.Crouan & H.Crouan) P.C.Silva, 1996
- Rivularia multifida Weber & Mohr, 1804: jetzt Nemalion multifidum (F.Weber & D.Mohr) Chauvin, 1842
- Rivularia plana Harvey, 1833: jetzt Isactis plana (Harvey) Thuret ex Bornet & Flahault, 1886
- Rivularia rubra (Hudson) Wahlenberg, 1826: jetzt Nemalion helminthoides (Velley) Batters, 1902
- Rivularia tuberiformis Smith, 1809: jetzt Leathesia marina (Lyngbye) Decaisne, 1842
- Rivularia vermiculata Smith, 1808: jetzt Mesogloia vermiculata (Smith) S.F.Gray, 1821
- Rivularia zosterae Mohr, 1810: jetzt Eudesme virescens (Carmichael ex Berkeley) J.Agardh, 1882

Anmerkung: Rivularia auriculata (Martens, 1875) ist dagegen die einzige Art in der Schneckengattung Rivularia.

## Fotogalerie

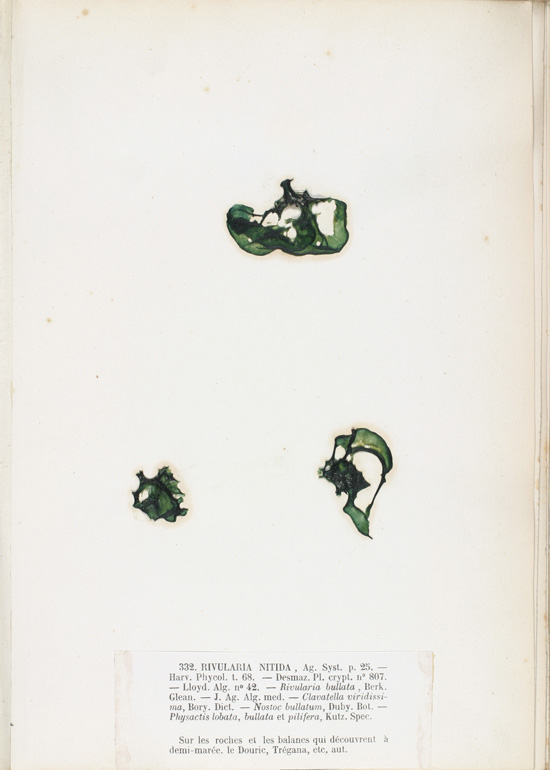
R. nitida Ag., Tafel aus dem Herbarium der Brüder Pierre-Louis und Hippolyte-Marie Crouan, 1852.
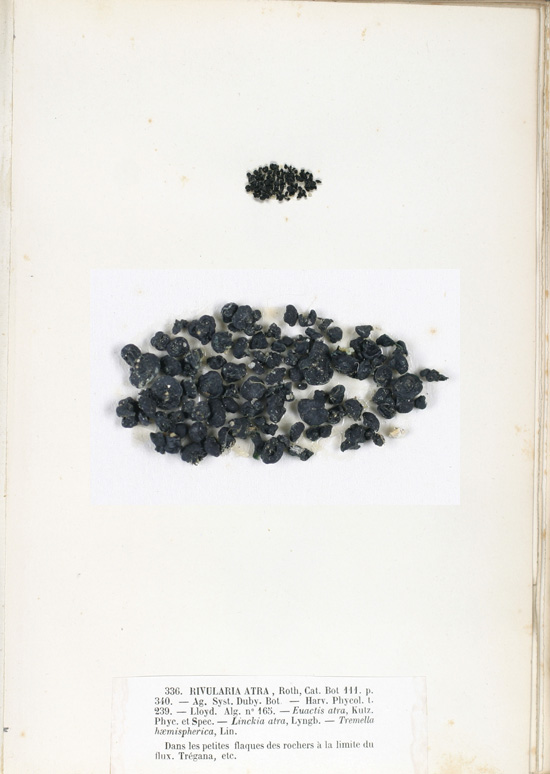
R. atra Roth, Tafel aus dem Herbarium der Brüder Pierre-Louis und Hippolyte-Marie Crouan, 1852.
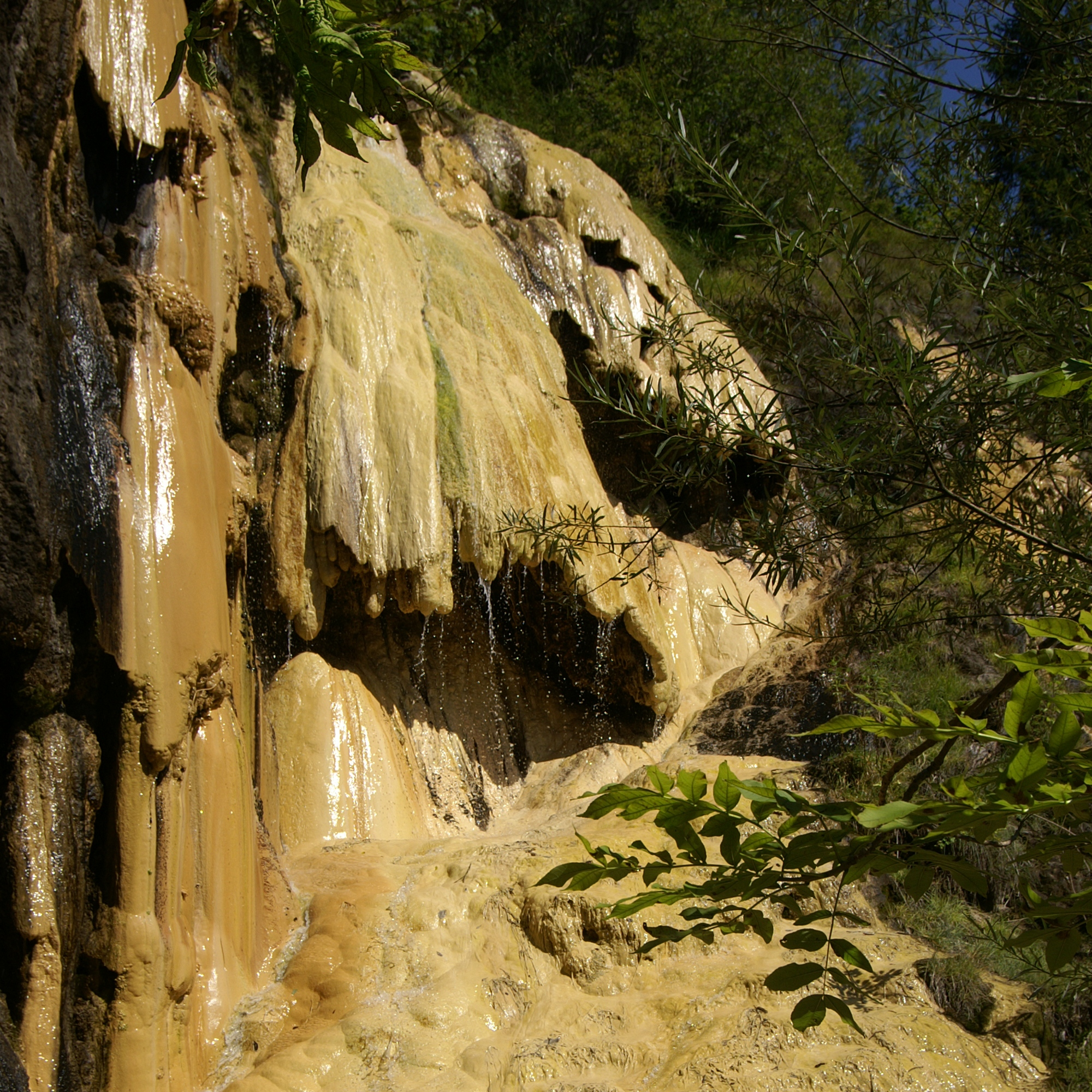
Quelltuff in Lingenau im Bregenzerwald, Vorarlberg. Der weitaus größte Anteil des gesamten aktiven Quelltuffvorkommens wurde von Cyanobakterien (Gattung Rivularia) ausgefällt. Das Quellwasser mündet in die Bregenzer Ache
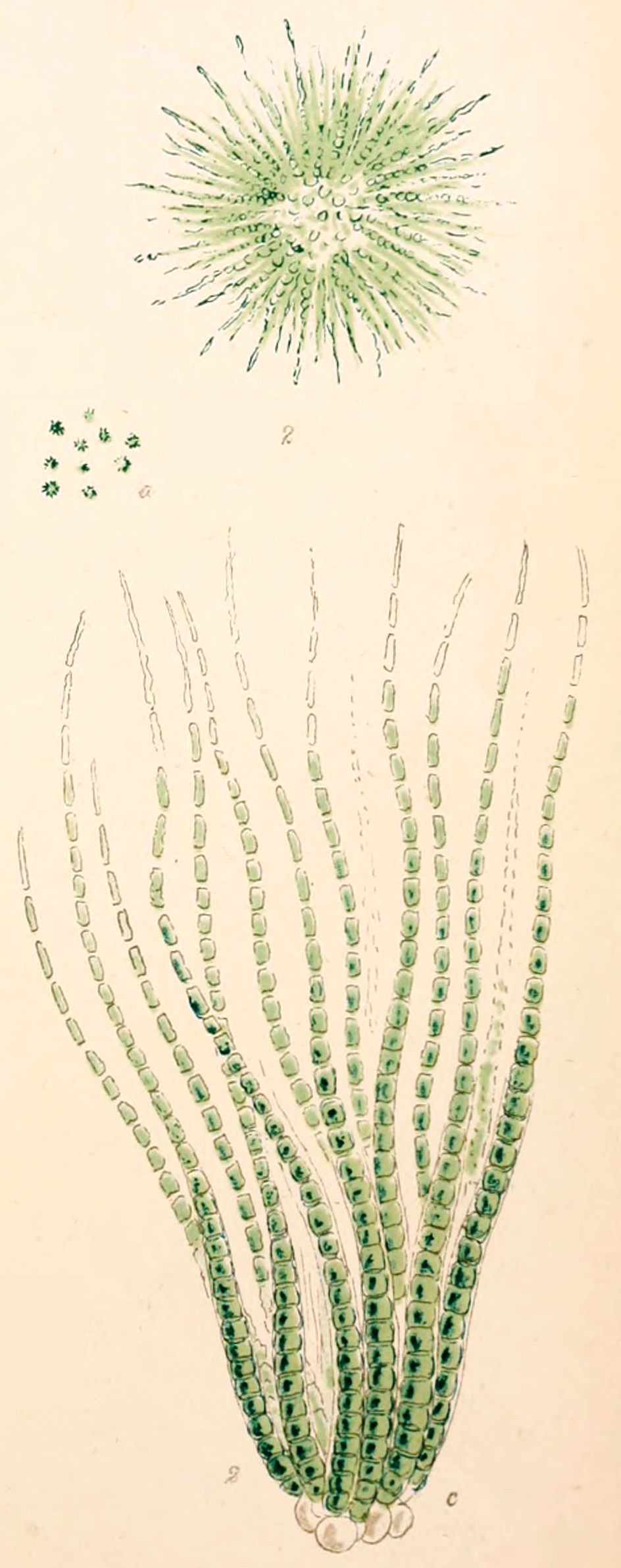
R. echinata, Illustration von ca. 1825.